# 像素星际海盗
《像素星际海盗》是由Quadro Delta开发、Re-Logic发行的战略角色扮演游戏，于2017年面世。在游戏中，玩家将率领一支小队在太空中穿梭，目标是前往各星球搜集战利品、击败敌人，以完成任务。玩家在探索过程中可升级飞船、装备道具、提升小队成员的属性。游戏还支持两种多人模式：玩家对战与玩家合作。本作融入了Quadro Delta前作《像素海盗》与Re-Logic旗下游戏《泰拉瑞亚》的元素。游戏的美术与音乐备受好评，但任务系统、物品管理、操作设计方面遭致批评。

## 玩法

游戏截图，一群玩家在绿色星球上击败敌人

《像素星际海盗》是结合了roguelike元素的横向卷轴战略角色扮演游戏，采用像素风，融合了复古与科幻元素。玩家将率领一支冒险者小队在太空中穿梭，探索众多星球，搜集宝物以完成任务。队伍规模至多八人。依据成员装备的「工具」类型，其分为不同职业（包含先锋、战士、游侠、工程师、医疗兵等），所对应的武器和技能不同。玩家可为小队成员装备装甲及其他部件，以提升其属性，如力量、敏捷、耐力、智力。装备分为不同稀有度，对应的属性有所区别。玩家可以复制装备。
星球上有各种建筑，还有赛博格外星人、人类及更具挑战性的敌方头目。游戏任务多样，包括杀敌、解谜等；同时也有突发事件。玩家可以调整每个任务的难度，不同难度下获得的奖励不同；游戏也有困难难度，该模式下队员死亡后将无法复活。战斗过程中，玩家需要手动选择敌人，以让队员攻击。玩家可同时控制整支小队，抑或单独指挥某些队员。战斗时，玩家需主动发动技能或是使用道具。玩家还能克隆小队成员，其可直接投入战斗。玩家可在冒险过程中提升等级，还能改造飞船。此外，游戏还设有科技树，可为全队提供属性加成。
游戏开头设有新手教程。除单人模式外，游戏提供了两种多人模式：「对战模式」、最多四人合作的「协作模式」。

## 开发与发行
《像素星际海盗》由芬兰与西班牙联合的独立游戏团队Quadro Delta开发、Re-Logic发行。此前，两者合作推出电子游戏《像素海盗》。本作融入了Quadro Delta前作《泰拉瑞亚》及Re-Logic旗下游戏《像素海盗》中的元素。游戏音乐由科尔·希克斯（Kole Hicks）创作，且受到《星球大战》中酒馆音乐的影响。因《像素海盗》中的船夫号子备受好评，该作也有类似的「太空号子」。关卡也围绕着音乐而设计。他们将游戏定位为「掠夺大作战」（Loot 'Em Up）。
游戏最初计划于2016年第一季度发布，最终于2017年2月21日上架Steam，支持Windows平台。Quadro Delta的成员亚历山大·波伊斯基（Alexander Poysky）表示，游戏曾计划发行抢先体验版，但他认为该机制被大厂滥用，故转而发布了免费的alpha測試版。

## 评价
| 媒体        | 得分   |
| ----------- | ------ |
| 3DMGAME     | 8.0/10 |
| 触乐        | A      |
| 游侠网      | 8.0/10 |
| Gamereactor | 6/10   |

本作的任务系统受到批评，一些评论者认为其单调乏味。Rock, Paper, Shotgun的指出「任务结构也可能让人感到厌倦」，因为游戏中不断重复「搜集战利品、提升等级」的模式。触乐的王恺文亦将本作称为「刷子游戏」，即以循环玩法为核心。他称游戏流程「简单粗暴」，但认为游戏体验并不无聊，带有探索感。他也指，本作融合了多种游戏的玩法，博采众长，是「味道相当不错的杂烩」。Kotaku的内森·格雷森将本作称为「小队制战术刷宝游戏」，认为其玩法与无主之地系列和暗黑破坏神系列类似。3DMGAME的ChunTian将其与前作《像素海盗》相比较，抱怨该作缺少「独特而有趣的核心玩法」；同时还称战斗系统「存在较多缺陷」，例如操作重复、缺乏策略感。Alec Meers也不满意游戏的战斗系统，认为战斗「大部分时候只是在疯狂点击右键」。Softonic亦批评本作的操控设计，称其「需要花些时间学习」。不过，游侠网的FireAnt赞扬游戏操作方式简单，战斗玩法很好地体现了电子角色扮演游戏的特征。游戏的物品管理系统也遭致批评，格雷森和Softonic都认为游戏中战利品过多。
内容方面，格雷森称赞游戏敌人与情节丰富。王恺文赞赏游戏的关卡场景设计精致，重复度不高。Alec Meers与Softonic都对游戏的美术风格给予积极评价，尤其赞赏环境细节比角色更加出色。游戏配乐亦受到好评，Gamereactor的A·R·特施纳称其「令人愉悦」，FireAnt也称音乐节奏轻快。

## 脚注